# Пьяццини, Эдмундо
Эдмундо Пьяццини (итал. Edmundo Piazzini; 10 августа 1857, Миссалья — 30 января 1927, Кастелар) — аргентинский пианист и музыкальный педагог итальянского происхождения. Отец Луиса Пьяццини.
Окончив Миланскую консерваторию (1876), в 1878 году перебрался в Аргентину и в последующие 10 лет вёл активную концертную карьеру. Наиболее известен, однако, как основатель (1904), совместно с Альфонсом Тибо, Консерватории Тибо-Пьяццини — одного из ведущих музыкальных учебных заведений Буэнос-Айреса. Преподавал в этой консерватории до 1921 года; среди его учеников, в частности, Константино Гайто. С миланских времён сохранил знакомство с Джакомо Пуччини, переписывался с ним и в аргентинской прессе именовался его другом. Автор многочисленных фортепианных пьес.